# Abellada
Abellada est un village de la province de Huesca, situé à environ quinze kilomètres au sud-est de la ville de Sabiñánigo, à 1 221 mètres d'altitude. Il est évoqué pour la première fois dans des sources écrites en 1038, à l'occasion d'un accord avec l'abbé Banzo de Fanlo au sujet du paiement de la dîme.
Le village, qui comptait quatre foyers au XVIe siècle, avait une trentaine d'habitants au début du XXe siècle. Il est inhabité depuis les années 1960. L'église du village, construite au XVIIe siècle, est dédiée à saint Michel. Elle est actuellement en ruines. Un moulin se trouve sur la route reliant Abellada à Nocito.